# Ravenna (provins)
Provinsen Ravenna (it. Provincia di Ravenna) er en provins i regionen Emilia-Romagna i det nordlige Italien. Ravenna er provinsens hovedby.
Der var 347.847 indbyggere ved folketællingen i 2001.

## Geografi
Provinsen Ravenna grænser til:
- i nord mod provinsen Ferrara,
- i øst mod Adriaterhavet,
- i syd mod provinsen Forlì-Cesena og Toscana (provinsen Firenze) og
- i vest mod provinsen Bologna.

## Kommuner
- Alfonsine
- Bagnacavallo
- Bagnara di Romagna
- Brisighella
- Casola Valsenio
- Castel Bolognese
- Cervia
- Conselice
- Cotignola
- Faenza
- Fusignano
- Lugo
- Massa Lombarda
- Ravenna
- Riolo Terme
- Russi
- Sant'Agata sul Santerno
- Solarolo

44°25′04″N 12°11′58″Ø / 44.417777777778°N 12.199444444444°Ø